# Firecracker 250 1961
Firecracker 250 1961 var ett stockcarlopp ingående i Nascar Grand National Series (nuvarande Nascar Cup Series) som kördes 4 juli 1961 på den 2,5 mile (4,02336 km) långa ovalbanan Daytona International Speedway, i Daytona Beach i Florida. Totalt avverkades 250 miles (321,868 km) fördelat på 100 varv. Banunderlaget var asfalt. Loppet vanns av David Pearson i en Pontiac på tiden 1:37.13 körande för John Masoni. Pearsons snitthastighet var 154,294 mph. Prispotten uppgick till 28 435 dollar, varav 8 450 dollar gick till segraren.

## Resultat
| Plc     | Nr | Förare           | Team/ bilägare        | Konstruktör | Start | Varv | Ledda varv |
| ------- | -- | ---------------- | --------------------- | ----------- | ----- | ---- | ---------- |
| 1       | 3  | David Pearson    | John Masoni           | Pontiac     | 2     | 100  | 11         |
| 2       | 28 | Fred Lorenzen    | Holman Moody          | Ford        | 7     | 100  | 18         |
| 3       | 46 | Jack Smith       | Jack Smith            | Pontiac     | 10    | 99   | 0          |
| 4       | 20 | Marvin Panch     | Smokey Yunick Racing  | Pontiac     | 6     | 99   | 0          |
| 5       | 22 | Fireball Roberts | Smokey Yunick Racing  | Pontiac     | 1     | 98   | 59         |
| 6       | 8  | Joe Weatherly    | Bud Moore Engineering | Pontiac     | 3     | 98   | 0          |
| 7       | 29 | Nelson Stacy     | Dudley Farrell        | Ford        | 13    | 98   | 0          |
| 8       | 24 | Roscoe Thompson  | James Turner          | Pontiac     | 11    | 97   | 0          |
| 9       | 76 | Larry Frank      | Dick Wright           | Ford        | 14    | 97   | 0          |
| 10      | 6  | Ralph Earnhardt  | Owens Racing          | Pontiac     | 8     | 96   | 0          |
| 11      | 15 | Jim Bennett      | Beau Morgan           | Ford        | 12    | 96   | 0          |
| 12      | 11 | Ned Jarrett      | B.G. Holloway         | Chevrolet   | 17    | 96   | 0          |
| 13      | 69 | Johnny Allen     | B.G. Holloway         | Chevrolet   | 19    | 96   | 0          |
| 14      | 89 | Herb Tillman     | Joe Lee Johnson       | Chevrolet   | 21    | 95   | 0          |
| 15      | 72 | Bobby Johns      | Shorty Johns          | Ford        | 5     | 94   | 3          |
| 16      | 82 | Marvin Porter    | i.u.                  | Ford        | 15    | 94   | 0          |
| 17      | 27 | Junior Johnson   | Rex Lovette           | Pontiac     | 9     | 93   | 0          |
| 18      | 5  | Woodie Wilson    | Leroy Faucett         | Pontiac     | 16    | 92   | 0          |
| 19      | 54 | Jimmy Pardue     | Jimmy Pardue          | Chevrolet   | 27    | 92   | 0          |
| 20      | 75 | Tiny Lund        | J.D. Braswell         | Pontiac     | 28    | 91   | 0          |
| 21      | 19 | Herman Beam      | Herman Beam           | Ford        | 23    | 91   | 0          |
| 22      | 94 | Banjo Matthews   | Matthews Racing       | Ford        | 4     | 82   | 3          |
| 23      | 4  | Rex White        | Rex White             | Chevrolet   | 26    | 63   | 0          |
| 24      | 62 | Curtis Crider    | Curtis Crider         | Mercury     | 25    | 52   | 0          |
| 25      | 33 | Reb Wickersham   | Reb Wickersham        | Oldsmobile  | 30    | 49   | 0          |
| 26      | 99 | George Alsobrook | Joe Jones             | Ford        | 18    | 27   | 0          |
| 27      | 86 | Buddy Baker      | Buck Baker Racing     | Chrysler    | 20    | 15   | 0          |
| 28      | 38 | Roy Tyner        | Matt DeMatthews       | Ford        | 22    | 8    | 0          |
| 29      | 85 | Emanuel Zervakis | Monroe Shook          | Ford        | 24    | 4    | 0          |
| 30      | 87 | Buck Baker       | Buck Baker Racing     | Chrysler    | 29    | 2    | 0          |
| Källor: |    |                  |                       |             |       |      |            |